# Marie-France Boyer
Pour les articles homonymes, voir Boyer.
Marie-France Boyer est une actrice, chanteuse, écrivaine, photographe et femme d'affaires française, née le 22 mars 1938 à Marseille. Comme actrice, elle a travaillé avec beaucoup de metteurs en scène renommés, entre autres François Villiers, Henri Verneuil, Agnès Varda, Riccardo Freda, Luc de Heusch et Gilles Grangier.

## Biographie
Marie-France Boyer a été mariée à Rémy Grumbach (producteur et réalisateur), puis au début des années 1970 à Jean Zorbibe (président-directeur général du groupe Lancel) dont elle a eu deux enfants.
Elle vit actuellement entre Paris, Deauville et la Suisse.

## Filmographie

### Cinéma
- 1959 : La Verte Moisson de François Villiers, avec Pierre Dux, Dany Saval, Jacques Perrin : Sophie
- 1964 : Week-end à Zuydcoote de Henri Verneuil, avec Jean-Paul Belmondo, Catherine Spaak, Georges Géret : Jacqueline
- 1964 : Les Baisers de Bernard Toublanc-Michel, avec Catherine Sola, Charles Sébrien, Eric Schlumberger : Diane
- 1965 : Le Bonheur de Agnès Varda, avec Jean-Claude Drouot, Claire Drouot, Olivier Drouot : Émilie
- 1965 : La Bonne Occase de Michel Drach, avec Francis Blanche, Edwige Feuillère, Michel Serrault : l'épouse de Jacques
- 1966 : L'Étrangère de Sergio Gobbi, avec Pierre Vaneck, Pierre Massimi, Colette Castel : Sylvie
- 1966 : Roger La Honte  (Trappola per l'assassino) de Riccardo Freda, avec Georges Géret, Irène Papas, Jean-Pierre Marielle : Suzanne
- 1967 : L'Inconnu de Shandigor de Jean-Louis Roy, avec Ben Carruthers, Daniel Emilfork, Howard Vernon : Sylvaine
- 1967 : Jeudi on chantera comme dimanche de Luc de Heusch, avec Bernard Fresson, Etienne Bierry, Francis Lax : Nicole
- 1969 : Une fille nommée Amour de Sergio Gobbi, avec Daniel Moosmann, François Leccia, Jean Luciani : Corinne
- 1970 : Piège blond de Jean Jabely : Yselle
- 1970 : Le Tombeur (The Man Who Had Power Over Women) de John Krish, avec Rod Taylor, Carol White, James Booth : Maggie
- 1976 : Une fille nommée Apache, de Giorgio Mariuzzo, avec Al Cliver, Clara Hopf, Federico Boido

### Télévision
- 1962 : L'inspecteur Leclerc enquête de Marcel Bluwal, épisode "La Vengeance" : la femme de chambre
- 1964 : Thierry la Fronde : Blanche de Linais, de Robert Guez, avec Jean-Claude Drouot, Robert Bazil, Fernand Bellan
- 1964 : L'Abonné de la ligne U : Juliette Guillaume, de Yannick Andréi, avec Jacques Dacqmine, Jacques Duby, Maria Mauban, Jean Galland
- 1964 : Rocambole : Hermine de Beaupréau, de Jean-Pierre Decourt, avec Pierre Vernier, Jean Topart, Michel Beaune, Julien Guiomar, Georges Adet, Annick Alane
- 1965 : À chacun son La, avec Salvatore Adamo, Barbara, Gilbert Bécaud
- 1966 : Dim, Dam, Dom : l'ange, avec Jacques Dutronc, Serge Gainsbourg, Chantal Goya
- 1966 : Comment ne pas épouser un milliardaire : Myriam Barlett, de Roger Iglesis, avec Jean-Claude Pascal, Jacques Sereys, Yori Bertin, Magali Noël, Jean Galland, Pierre Tornade, Guy Kerner, Georges Aminel, Fernand Sardou, Amboise Bia, Clément Michu
- 1971 : Quentin Durward de Gilles Grangier : Isabelle de Croye

## Théâtre
- 1956 : Phédre de Racine, mise en scène Roland Monod, Théâtre Grignan Marseille
- 1957 : Les Fourberies de Scapin de Molière, mise en scène Michel Fontayne, Marseille
- 1965 : Après la chute (After the Fall) d'Arthur Miller, mise en scène de Luchino Visconti, Théâtre du Gymnase

## Discographie
- 1967 "Tea for Two", avec Frank Alamo, extrait de la comédie musicale  "No, no, Nanette" de Vincent Youmans
- 1967 "Je t'appartiens", avec Olivier Despax, en visuel à la télévision.